# 제2차 십자군
제2차 십자군 (1147년 - 1148년)은 제1차 십자군 원정 이후 팔레스타인의 십자군 국가와 기독교 도시 등은 기독교와 이슬람교가 공존하는 상태가 계속되고 있었다. 그러나 모술의 아타베그인 장기가 에데사 백국을 점령하자 서유럽에서는 위기감이 조성되어 교황 에우제니오 3세의 호소로 십자군이 결성되었다. 당시의 명성 높은 설교가였던 클레르보의 베르나르도는 유럽 각지에서 십자군 참가를 선동했고, 프랑스의 루이 7세와 독일왕 콘라트 3세를 중심으로 많은 참가자들이 출정하였다.
그러나 주요 참가자들은 제각기 생각을 갖고 있었고 각자 행동했기 때문에 제2차 십자군은 큰 전과를 이룩하지 못하고 소아시아 등지에서 이슬람 군에게 패배했고 팔레스타인에서는 누르 앗 딘에게 패하고 다마스쿠스 공격에 실패하여, 철수하지 않을 수 없었다.

## 배경
1145년 모술의 아타베그인 장기가 에데사 백국을 점령한 것을 알게 된 교황 에우제니오 3세는 성지 구원을 호소하며 십자군 결성을 주장했다. 당시의 명성 높은 설교가였던 클레르보의 베르나르도는 교황의 요청으로 유럽 각지에서 십자군 참가를 선동했고, 프랑스의 루이 7세와 왕비 아키텐의 엘레오노르, 독일왕 콘라트 3세, 슈바벤 공작 프리드리히(훗날 신성 로마 제국의 프리드리히 1세)외 기타 제1차 십자군에 참가하지 않았던 다수의 귀족과 사제도 참가했고, 시민들도 열광하여 베르나르도는 교황에게 보낸 편지에서 [일반 시민 남자의 80%가 참가했고, 여자들도 남지 않았습니다. 집을 비울 정도입니다.]라고 보고했다.
다만, 이때 이베리아반도에서는 레콩키스타가 점입가경으로 들어가, 이베리아반도 방면 및 마르세이유, 제노바, 피사의 주인은 이곳에 참가할 것을 권하거나, 또 독일 제후들로부터 희망했던 북방 슬라브인의 정복도 십자군(북방십자군)으로써 인정받았다.
이상으로 아는 것처럼 이 시기 다른 십자군과는 다르게 예루살렘 탈환이란 최종목표가 없어졌다. 아직 예루살렘은 유지되고 있었고, 직접적인 공격도 받지 않았기에 이 목적이 에데사 백국을 탈환하는 것인가, 장기 왕조를 공격하는 것인가, 예루살렘 주변의 다른 이슬람교 국가를 정복하는 것인가, 이슬람 교도를 몰아내기 위한 공격인 것인가 확실하지가 않았다.
또 기독교 측의 세력도 베르나르도의 조정에도 불구하고, 콘라트 3세와 시칠리아 왕 루지에로 2세가 대립하여 결국 루지에로 2세는 참가하지 않았다. 동로마 제국의 마누엘 1세 콤네누스도 이슬람교도와 파워 밸런스를 유지하고 있기에 새로운 십자군을 환영하지 않았다. 거기에 프랑스 국왕 루이 7세와 독일 국왕 프리드리히 1세도 행동을 함께 하지 않고 제각기 따로 진군했다.

## 경과
잉글랜드, 노르망디는 스티븐 왕의 무정부시대였기 때문에 아직 출정하지 않았으나, 각각의 기사들이 스코틀랜드, 플랑드르 세력과 함께 배에 올라탔다. 도중 리스본을 공격하여 포르투갈 왕 알폰소 1세의 군과 합류하여 1147년 10월 리스본을 공략한 후 동쪽으로 향하여 프랑스 왕과 합류했다.
독일왕 콘라트 3세는 육로를 통해 헝가리에서 콘스탄티노폴리스에 도착했으나, 비잔티움 제국측의 협력을 얻지 못해 단독으로 소아시아를 횡단하다가 룸 셀주크 제국군에게 습격을 받아 패배했다. 그 후 겨우 살아남아 예루살렘에 도착했다. 한편 프랑스왕은 독일왕의 코스를 뒤에서 쫓아가는 형태여서 마찬가지로 소아시아에서 룸 셀주크 왕조 군에게 패배했다. 가까스로 안티오키아 공국에 도착하자, 왕비 엘레오노르의 숙부 안티오키아의 레몽에게서 에데사 백국 탈환을 요청받았으나 거절하고 예루살렘으로 향했다.
그리하여 예루살렘에서 전군이 집결했으나 전의는 낮았고, 그리고 예루살렘에 온 것으로 순례의 목적이 달성되었다고 생각해 돌아가는 사람들도 많았다. 또 현지의 십자군 국가(구 에데사 백국, 안티오키아 공국, 트리폴리 백국, 예루살렘 왕국)들의 참가는 없었다.
그러나 예루살렘의 보두앵 3세의 주도하에 군사회의를 진행해, 정치 불안으로 비교적 약하다고 생각된 다마스쿠스의 지방정권 부리 왕조를 공격하기로 했다. 예루살렘 왕국의 다수의 신하들은 이것을 바보 같은 행동이라고 생각해 반대했다. 다마스쿠스는 장기 왕조와 오랫동안 대립하였고, 또 1140년 다마스쿠스 영주 우나르가 예루살렘 왕국군의 구원으로 장기군 을 몰아낸 뒤부터 줄곧 동맹관계를 이어가고 있었기 때문이었다. 그러나 예루살렘 및 안티오키아와 더불어 성서에도 등장하는 성스러운 도시 다마스쿠스를 손안에 넣는 것이야말로 이 원정을 정당화시키는 성과라고 십자군 측에서 고집을 부리며 관철시켰다.
1148년 7월 23일 다마스쿠스 공격이 시작되었으나, 다마스쿠스의 영주 우나르는 성 주위의 우물과 샘을 메우고, 대립하던 장기 왕조의 후계자들인 누르 앗 딘과 그의 형으로 훗날 대립하게 된 사이프딘등 여러 무슬림 국가에게 구원을 요청했다. 거기에 유럽에서 대군이 온 것에 동요하던 예루살렘을 시작으로 토착 십자군 국가에게는 [다마스쿠스 함락후 다음에는 십자군 국가를 직할 화하는 것이 당연하다]라는 문서를 보내 그들을 이간질 시켰다. 그 때문에 원래 숫자가 적었던 십자군은 누르 앗 딘등의 무슬림군 및 다마스쿠스의 복병에게 괴롭힘을 당하였고, 식수문제와 무슬림 원군의 위협소식을 들은 십자군 국가의 설득을 받아들여 겨우 4일후, 아무 성과 없이 예루살렘으로 철수했다. 예루살렘으로 철수 후, 십자군은 해산하고, 각자 귀성길에 올랐다.

## 결과
교황의 주도하에 이루어진 십자군 원정 중 가장 성과가 없었던 십자군이라고 말해도 타당할 것이다.
- 십자군은 아무 성과도 얻지 못하고 돌아갔으나, 대립하던 다마스쿠스와 누르 앗 딘을 협력하게 만들어, 후에 누르 앗 딘이 다마스쿠스를 얻어 시리아를 통일하게 되어 이슬람 세력의 결집을 간접적으로 도와주게 되었다.
- 토착화된 십자군 국가는 무슬림 중에서 동맹자였던 다마스쿠스를 잃었고, 이전부터 서양인과는 타협하지 않았던 누르 앗 딘이 시리아 통일에 의한 압박을 받으면서 세력을 잃어간다.
- 이베리아반도에서는 리스본을 탈취하여 레콩키스타에 공헌했다.
- 슬라브인에 대한 십자군은 이후로도 계속되었다.
- 서양에서는 이 실패에 낙담하여, 에우제니오 3세와 베르나르도가 새로운 십자군 결성을 호소하지만 아무도 응하는 자가 없었다.